# Леонардо (робот)
«Леонардо» (англ. Leonardo) — це соціальний робот розміром 2.5 фута (0.762 метра). 
Уперше створений Personal Robots Group — науковцями Массачусетського технологічного інституту. Розробку приписують Синтії Брізіль. Корпус робота створений лідерами аніматроніки — Stan Winston Studios. 
Науковці завершили конструкцію корпуса у 2002 році. Це був найскладніший робот над яким студія працювала у 2001 році. Також, іншими вкладниками проєкту були такі компанії як NevenVision, Inc., Toyota, Космічний центр НАСА імені Ліндона Джонсона, а також Науково-дослідна лабораторія ВМС. Робот був створений з метою полегшення вивчення взаємодії та співпраці робота з людиною DARPA (Аге́нтство передови́х оборо́нних дослідни́цьких проєктів) MARS Mobile Autonomous Robot Software, управління гранту військово-морських досліджень, та DigitalLife, and Things — ці консорціуми спочатку фінансували проєкт. Науковці Media LabRobotic Life Group Массачусетського університету, які теж вивчали Robonaut 1, поставили собі за мету створити з «Леонардо» складнішого соціального робота. Вони створили в «Леонардо» іншу систему візуального спостереження і програми, засновані на дитячій психології, що як вони сподіваються, покращить співпрацю людини та робота. Однією з цілей проєкту було уможливлення взаємодії непідготовлених людей з роботом і навчання робота якомога швидше і з меншою кількістю повторів. «Леонардо» отримав нагороду від Wired Magazine's серед 50 найкращих роботів за 2006 рік.

## Конструкція
У невеликому просторі корпуса робота помістили приблизно 60 двигунів, що роблять рухи «Леонардо» можливими. Personal Robot Group розробила системи управління двигуном, які вони використали для робота. «Леонардо» не схожий на будь-яку реальну істоту, та натомість має чудернацький химерний вигляд. Його обличчя було створене для того, щоб бути експресивним і комунікативним, оскільки це соціальний робот. Передбачають, що замріяний і спеціально створений молодий вигляд робота, буде заохочувати людей взаємодіяти з ним, таким же чином як вони б взаємодіяли та спілкувалися з дітьми чи тваринами.
Камера вмонтована у правому оці робота розпізнає обличчя. Буфер з 200 датчиків на обличчі «Леонардо» використовується, щоб створити образ людини кожен раз, коли вона представляє себе за допомогою мови. Окрім того, «Леонардо» може відстежувати об'єкти та лиця візуально, за допомогою функції візуальних детекторів, що розпізнають колір, тон шкіри, форму і рух.
Група науковців планує, що «Леонардо» буде мати шкіру, яка зможе виявляти температуру, відстань і тиск. Щоб досягти цього, вони експериментують з сенсорами силового навантаження і макроскопічним квантовим тунелюванням. Сенсори розміщують шарами за допомогою силікону (по принципу того, як роблять макіяж), щоб підтримувати естетичний вигляд робота.

## Мета
Метою науковців під час створення «Леонардо» було зробити соціального робота. Його двигуни, датчики та камери дозволяють йому імітувати людські вирази обличчя, взаємодіяти з обмеженими об'єктами, а також відстежувати об'єкти. Це допомагає людям реагувати на роботу в більш звичний спосіб. Завдяки цій взаємодії, люди зможуть заохочувати роботів в більш природний та соціальний способи. Програмування «Леонардо» поєднано з психологічною теорією і тому, він вчиться, взаємодіє і співпрацює з людьми у більш природний спосіб.

### Навчання
«Леонардо» вчиться за допомогою просторового розвиваючого навчання. Одним зі способів навчання є розташування вчителем предметів близько до учнів, з метою їх використання. Ця сама техніка зони найближчого розвитку може бути застосована і щодо «Леонардо», який вміє будувати морські кораблики, використовуючи лише червоні та сині віртуальні блоки. Щоразу, коли він намагається взяти зелений кубик, вчитель забирає «заборонений» колір, натомість ставлячи перед роботом червоні та сині кольори. Таким чином, «Леонардо» вчиться будувати кораблик лише з червоних або синіх блоків.
«Леонардо» також може вистежити, на що саме дивиться людина. Це дозволяє роботу взаємодіяти з людьми та предметами навколишнього середовища. Справді, люди слідкують за чиїмось порухом руки або поглядом і розуміють, що той предмет, на який їм вказують, зацікавив іншу людину і вона хоче про нього поговорити або щось з ним зробити. Команда науковців, які займаються розробкою персональних роботів, використала здатність «Леонардо» виконувати операцію спостереження і запрограмувала робота таким чином, щоб він міг поводитись як людина, переводячи погляд на об'єкт, на який вказують. Здатність вловлювати людський погляд є ще одним способом зробити поведінку «Леонардо» максимально природною. Також надзвичайно важливою є міміка робота, його здатність реагувати на «розуміння».
Ще одним способом навчання є копіювання. Воно відбувається за тим самим принципом, за яким діти вчаться розуміти та керувати власним світом, що є дуже важливим для робота. Копіюючи вираз лиця людей та їхні рухи тіла, «Леонардо» може вловити різницю між собою та іншими. Це вміння є важливим для людей, тому важливим воно є і для робота. Здатність побачити різницю між власними знаннями та знаннями інших дає можливість роботу детальніше розглянути власне навколишнє середовище, щоб прийняти правильне рішення стосовно того, як слід поводитись у певній ситуації. Ця функція також дозволяє роботу побачити різницю між людськими намірами та їхніми діями, адже вони не завжди співпадають. Це дозволить людині без спеціальних тренувань вчити робота.
«Леонардо» може розвиватись самостійно, як додаток до тренувань з людиною, що дає змогу зберегти час і є ключовим фактором успіху персонального робота. Він повинен вміти швидко вчитись, використовуючи механізми, якими вже користувалась людина (розвиваюче навчання, спільна увага, копіювання і перспективне мислення). Він також не може використовувати багато часу. І нарешті, вам повинно бути цікаво співпрацювати з ним, саме тому естетика та емоції є такими важливими. Це всі необхідні кроки, які потрібно зробити, приймаючи робота в дім.

### Взаємодія
Спільна увага та перспективне мислення — два механізми, якими оволодів «Леонардо», щоб природно взаємодіяти з людьми. Він також може досягти чогось схожого на співчуття, проте судячи з дослідженої інформації, це лише копіювання людської міміки, мови тіла та голосу. Подібним чином люди можуть розуміти, що відчувають інші, базуючись на тій самій інформації. «Леонардо» був запрограмований згідно з правилами теорії моделювання, що дозволяє йому виражати емоцію, схожу на співчуття. Таким чином, соціальна взаємодія з роботом виглядає більш гуманною і дозволяє працювати з ним в команді.

### Співпраця
«Леонардо» може співпрацювати з людиною, вирішуючи спільну проблему, проте лише настільки, наскільки йому дозволяє його тіло. Він буде ефективнішим, працюючи з людиною пліч-о-пліч, завдяки теорії свідомості, що була закладена в його програму. У ситуації, коли одна людина хоче печиво, а інша крекер, «Леонардо» допоможе першій, якщо вона покине своє місце і піде по печиво туди, де воно, на його думку, знаходиться. Усі соціальні навички робота працюють одночасно, тому він може співпрацювати з людьми. Коли хтось просить його виконати певне завдання, Він може проаналізувати, що він знає і що він вміє. Робот може працювати членом команди, спілкуючись за допомогою міміки, жестів та їх сприйняття.

## Автори
- Професор Синтія Брізіль
- Стен Вінстон
- Ліндсі Макґован
- Річард Лендон
- Команда Stan Winston Studios
  - Джон Дейв
  - Тревор Генслі
  - Метт Геймліх
  - Ал Суса
  - Кеті Макґован
  - Майкл Орнілез
  - Емі Ветсел
  - Джо Рідер
  - Ґреді Голдер
  - Роб Ремсделл
  - Джон Черевка
  - Родрік Хачатуріан
  - Курт Гербел
  - Річ Гоґен
  - Кейт Мерборі
  - Аннабель Трукенс
- Фардад Фаріді
- Студенти
  - Метт Берлін
  - Ендрю «Зоз» Брукс
  - Джесс Ґрей
  - Ґай Гоффман
  - Джефф Ліберман
  - Андре Локерд Томаз
  - Ден Стіл
- Метт Ганчер
- Ганс Лі